# Mike Mieszkowski
Mike Mieszkowski (* 14. Dezember 1992 in Wilhelmshaven) ist ein deutscher Eishockeyspieler, der seit 2023 bei den Rostock Piranhas in der Eishockey-Oberliga unter Vertrag steht.

## Karriere
Von 2007 bis 2010 spielte Mieszkowski in der Jugend der Moskitos Essen, für deren erste Mannschaft er in der Saison 2009/10 14 Spiele in der Regionalliga absolvierte und die Meisterschaft sowie den Oberliga-Aufstieg erreichte. Zur Saison 2010/11 wurde er von den Lausitzer Füchsen unter Vertrag genommen und spielte zudem mit einer Förderlizenz bei den Jonsdorfer Falken in der Oberliga. Nach guten Leistungen im Trikot der Falken kam er in der 2. Bundesliga bei den Füchsen zum Einsatz, wo ihm in 31 Spielen 5 Punkte gelangen.
Im Mai 2011 und 2012 wurde sein Vertrag in Weißwasser um eine Saison verlängert. In seiner ersten Saison für die Lausitzer konnte er aufgrund einer Schulterverletzung lediglich sechs Spiele absolvieren.
Zur Saison 2014/15 wechselt Mike Mieszkowski zur DEL-Mannschaft der Krefeld Pinguine. Parallel kam er im Rahmen einer Förderlizenz zu Einsätzen in der DEL2 bei den Lausitzer Füchsen und in der Eishockey-Oberliga bei den Füchsen Duisburg. Insgesamt absolvierte er bis 2018 119 DEL-Partien für die Pinguine, in denen er 9 Tore erzielte und weitere 15 Treffer vorbereitete. In der Saison 2017/18 kam Mieszkowski verletzungsbedingt nur auf acht Pflichtspieleinsätze. Darüber hinaus wurde er insgesamt 13 Mal in der Champions Hockey League eingesetzt.
Zur Saison 2018/19 wechselte Mieszkowski zu den Thomas Sabo Ice Tigers. Er erhielt einen Vertrag mit einer Laufzeit von einem Jahr und absolvierte in diesem insgesamt 28 DEL-Partien sowie Spiele in der Champions Hockey League und beim Spengler Cup 2018 für die Tigers.
Im Juni 2019 kehrte er in die DEL2 zurück, als er einen Vertrag beim ESV Kaufbeuren unterschrieb. Im Dezember 2019 wechselte Mieszkowski zum Ligakonkurrenten Löwen Frankfurt und blieb dort noch eine weitere Saison.
2021 wechselte Mieszkowski zu den Hannover Indians für die Saison 2021/22 in der Oberliga. Ein Jahr später erfolgte dann die Rückkehr in die DEL2 mit den Bayreuth Tigers für die Saison 2022/23.
Nach einem Jahr in der DEL2 ist Mieszkowski seit 2023 wieder in der Oberliga bei den Rostock Piranhas aktiv. Aufgrund einer Verletzung konnte er jedoch nicht an der Saison 2024/25 mit den Piranhas teilnehmen.

## Karrierestatistik
(Legende zur Spielerstatistik: Sp oder GP = absolvierte Spiele; T oder G = erzielte Tore; V oder A = erzielte Assists; Pkt oder Pts = erzielte Scorerpunkte; SM oder PIM = erhaltene Strafminuten; +/− = Plus/Minus-Bilanz; PP = erzielte Überzahltore; SH = erzielte Unterzahltore; GW = erzielte Siegtore; 1 Play-downs/Relegation; Kursiv: Statistik nicht vollständig)